# Doskonali
Doskonali (łac. perfecti) – grupa wyznawców kataryzmu, która poprzez przyjęcie consolamentum uzyskiwała prawo do udzielania sakramentów innych wierzącym (credente). Doskonali byli zobowiązani do całkowitej rezygnacji z jedzenia mięsa i z kontaktów seksualnych, gdyż mieli równocześnie służyć za idealny wzór do naśladowania dla wszystkich katarów. Dostęp do grupy doskonałych był uzależniony jedynie od przyjęcia consolamentum, nie istniały ograniczenia dotyczące płci oraz statusu społecznego. 
Status doskonałego nie był równoznaczny z przynależnością do katarskiego duchowieństwa. Doskonały wierzył jednak, że dzięki działaniu Ducha Świętego uzyskał czystość, która pozwala mu na bycie przewodnikiem duchowym także dla innych osób, by prowadzić je do podobnego stanu. Wierzący uważali, że doskonali osiągnęli stan równości z aniołami. 
Kandydat lub kandydatka na doskonałego zwyczajowo przechodził co najmniej roczny okres próbny pod okiem innych doskonałych. Następnie przyjmował sakrament consolamentum. Według wierzeń katarów w tym momencie Duch Święty ostatecznie zamieszkiwał w osobie doskonałego, co wymuszało na nim całkowitą zmianę trybu życia i poświęcenie go na surową ascezę. Doskonali przemieszczali się w parach tej samej płci, odwiedzając wierzących zamieszkałych w różnych miastach i udzielając chętnym (lub chorym) consolamentum, przez co - według wierzeń katarów - zapewniali im zbawienie.  
Doskonali stali się szczególnym celem prześladowań w czasie krucjaty albigeńskiej, kiedy mimo uznania kataryzmu za herezję nadal prowadzili swoją działalność, choć zostali zmuszeni do ukrywania się. Schwytani doskonali byli stawiani przed trybunałem inkwizycji i najczęściej skazywani na spalenie na stosie. Ostatni znany doskonały działający w Langwedocji, Guillaume Bélibaste, został stracony w ten sposób wiosną 1321. Osoby, które udzielały doskonałym pomocy, były również stawiane przed sądami.